# Veress Gábor (orvos)
Veress Gábor (Munkács, 1943. augusztus 28.–) Széchenyi-díjas magyar orvos,  a balatonfüredi Állami Szívkórház főigazgató főorvosa (1996-tól), egyetemi magántanár.

## Életpályája
Orvosi diplomáját a Debreceni Orvostudományi Egyetemen szerezte 1968-ban. 1998-ban a Közgazdaságtudományi Egyetemen egészségügyi menedzser szakon végzett. Szakvizsgát tett belgyógyászatból (1973-ban), kardiológiából (1981-ben) és kardiológiai rehabilitációból (1997-ben).
Pályáját 1968-ban a pápai városi Kórházban kezdte, majd 1973-tól Budapesten a Központi MÁV-kórházban, 1976-tól az Országos Kardiológiai Intézetben dolgozott. 1979 óta dolgozik Balatonfüreden az Állami Szívkórházban; kezdetben osztályvezető főorvosként, majd 1989 - 1990-ben tudományos főigazgató-helyettesként.
1996 óta ő az Állami Szívkórház főigazgató főorvosa. Igazgatása alatt az intézmény országos kardiológiai rehabilitációs tevékenysége mellett a régió szívgyógyászati központjává fejlődött.

## Tudományos fokozata
- Az orvostudományok kandidátusa (1979)

## Írásai
- Akkor és most. 1913 - 2013.

## Díjai, elismerései
- Balatonfüred díszpolgára (2009)
- Széchenyi-díj (2022)[4]